# Чернова, Лада Владимировна
Ла́да Влади́мировна Черно́ва (род. 1 января 1970) — российская легкоатлетка, специалистка по метанию копья. Выступала за сборную России по лёгкой атлетике в 1990-х и 2000-х годах, многократная победительница и призёрка первенств национального значения, участница чемпионата мира в Осаке и чемпионате Европы в Гётеборге. Представляла Самарскую область. Мастер спорта России международного класса. Пожизненно дисквалифицирована за неоднократное применение допинга.

## Биография
Занималась лёгкой атлетикой под руководством заслуженного тренера Анатолия Паномаренко, позже перешла к тренеру Олегу Попову.
Впервые заявила о себе в метании копья на взрослом всероссийском уровне в сезоне 1994 года, выиграв чемпионат России в Санкт-Петербурге. Представляла страну на Играх доброй воли в Санкт-Петербурге, став в своей дисциплине седьмой.
В 1996 году на чемпионате России в Санкт-Петербурге стала серебряной призёркой.
В 2001 году взяла бронзу на зимнем чемпионате России по длинным метаниям в Адлере.
В 2005 году одержала победу на зимнем чемпионате России по длинным метаниям в Адлере и выиграла серебряную медаль на летнем чемпионате России в Туле. Попав в состав российской национальной сборной, выступила на Кубке Европы по зимним метаниям в Мерсине, где в личном зачёте стала второй, уступив только немке Штеффи Нериус.
В 2006 году вновь выиграла зимний чемпионат России по длинным метаниям в Адлере, заняла второе место на Кубке Европы по зимним метаниям в Тель-Авиве, была лучшей на летнем чемпионате России в Туле. Позже стартовала на чемпионате Европы в Гётеборге — с результатом 57,82 метра не сумела преодолеть предварительный квалификационный этап.
В 2007 году стала бронзовой призёркой на зимнем чемпионате России по длинным метаниям в Адлере и с личным рекордом (63,35) победила на летнем чемпионате России в Туле. По итогам чемпионата удостоилась права защищать честь страны на чемпионате мира в Осаке — показала результат 58,12 метра и в финал не вышла.
В 2008 году одержала победу на зимнем чемпионате России по длинным метаниям в Адлере. Позже в том же сезоне взятый у неё допинг-тест показал наличие анаболического стероида метенолона, в итоге спортсменка была дисквалифицирована сроком на два года.
По окончании срока дисквалификации вернулась в лёгкую атлетику, в 2011 году стала третьей на зимнем чемпионате России по длинным метаниям в Адлере и четвёртой на летнем чемпионате России в Чебоксарах (впоследствии в связи с дисквалификацией Марии Абакумовой переместилась в итоговых протоколах этих соревнований на вторую и третью позицию соответственно).
В феврале 2012 года Чернова выиграла серебряную медаль на зимнем чемпионате России по длинным метаниям в Адлере, однако не прошла здесь проверку РУСАДА — её проба показала наличие запрещённого вещества бромантана. За повторное нарушение антидопинговых правил Всероссийская федерация лёгкой атлетики дисквалифицировала её пожизненно. Чернова успешно опротестовала пожизненное отстранение в российском суде, но Международная ассоциация легкоатлетических федераций потребовала восстановить решение об отстранении и, в свою очередь, подала апелляцию в Спортивный арбитражный суд. 17 января 2014 года стало известно, что международный суд в Лозанне удовлетворил апелляцию ИААФ на решение об отмене пожизненной дисквалификации Черновой, в связи с чем первоначальные санкции по отношению к спортсменке восстановлены, а её результат на зимнем чемпионате России аннулирован.